# Koporje

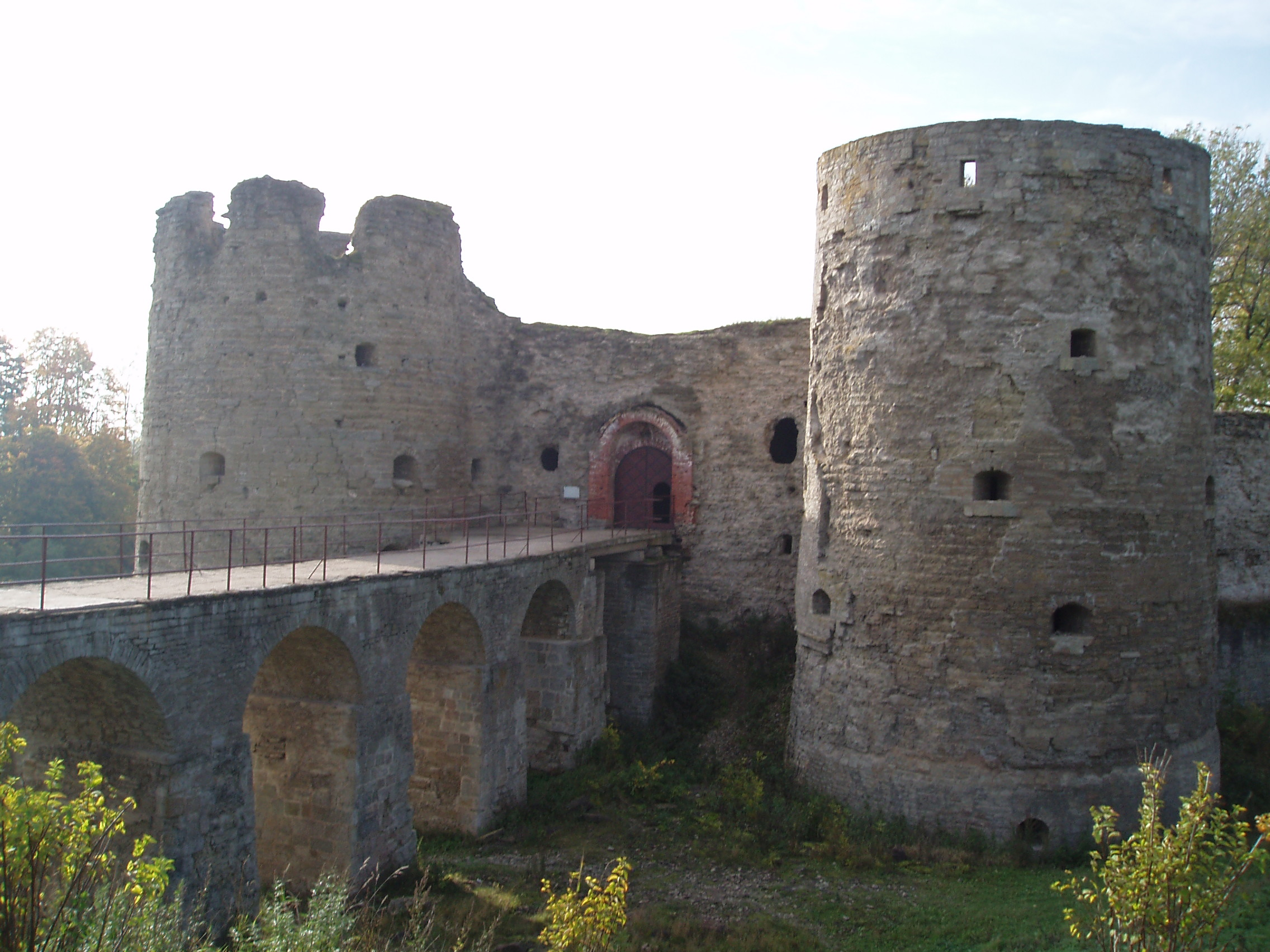
Tor der ehemaligen Festung Koporje

Koporje (russisch Копорье, schwedisch Caporie) war vom 13. bis zum 18. Jahrhundert eine Festung etwa 100 km südwestlich des heutigen Sankt Petersburg in der Oblast Leningrad. Sie war abwechselnd in russischem und schwedischem Besitz.

## Geschichte
Die Festung wurde erstmals 1240 in den Nowgoroder Annalen als Außenposten des Deutschen Ordens an der Südseite des Finnischen Meerbusens erwähnt. Zu dieser Zeit bestand sie noch aus Holz. 1241 wurde sie von den Russen unter Führung Alexander Newskis zerstört.
Vermutlich 1280 ließ Alexander Newskis Sohn Dimitrij an derselben Stelle am Fluss Koporka eine Festung aus Stein gründen. Zwei Jahre später wurde sie wegen innerrussischer Streitigkeiten wieder zerstört. Aufgrund der beginnenden Auseinandersetzungen mit Schweden an der Narva wurde Koporje ab 1297 erneut militärisch genutzt und ausgebaut. Sie war eine der stärksten und bedeutendsten Burgen im damaligen Ingermanland.
Im Verlauf des Livländischen Kriegs wurde Koporje 1581 unter Pontus de la Gardie von Schweden erobert, fiel jedoch nach erneuter russischer Eroberung 1595 im Frieden von Teusina erneut in russischen Besitz. 1612 wurde sie abermals von Schweden besetzt. 1617 musste Russland sie nach den Bestimmungen des Friedens von Stolbowo endgültig an Schweden abtreten. Im Nordischen Krieg belagerten russische Truppen unter dem Kommando Boris Scheremetews Koporje erneut. Nach drei Tagen Belagerung ergeben sich die schwedischen Verteidiger.
Durch die Grenzen des Friedens von Nystad (1721) verlor die Festung ihren militärischen Zweck. 1763 wurde sie endgültig aufgegeben. Koporje wurde 1979 teilweise restauriert, befindet sich heute aber in schlechtem Zustand.